# Roman eines Schicksallosen

Titelblatt des Roman eines Schicksallosen, 10. Auflage in Ungarn

Der Roman eines Schicksallosen (ungar.: Sorstalanság, „Schicksallosigkeit“) wurde von dem ungarischen Schriftsteller und Literaturnobelpreisträger Imre Kertész geschrieben und erstmals 1975 veröffentlicht.
Der Roman wurde auf Deutsch zum ersten Mal 1990 unter dem Titel „Mensch ohne Schicksal“ vom Verlag Rütten und Loening in der Übersetzung Jörg Buschmanns publiziert. 1996 erschien er bei Rowohlt Berlin in der Übersetzung von Christina Viragh mit dem Titel „Roman eines Schicksallosen“.

## Handlung
Er beschreibt aus der Perspektive eines jüdischen Budapester Jungen, des 15-jährigen György, das Leben in Ungarn im Zweiten Weltkrieg, die Deportation in die Konzentrationslager Auschwitz und Buchenwald und den dortigen Lageralltag. Kertész ist selbst dort Häftling gewesen und verarbeitet in dem Werk seine persönlichen Erfahrungen.
Der Roman wurde im Jahr 2005 von Lajos Koltai unter dem deutschen Titel Fateless – Roman eines Schicksallosen verfilmt.